# Juika Sugasawaová
Juika Sugasawaová (japonsky 菅澤 優衣香, * 5. října 1990 Čiba) je japonská fotbalistka.

## Reprezentační kariéra
Za japonskou reprezentaci v letech 2010 až 2019 odehrála 69 reprezentačních utkání. Byla členkou japonské reprezentace i na Mistrovství světa ve fotbale žen 2015 a 2019.

## Statistiky
| Japonsko | Japonsko | Japonsko |
| Roky     | Záp.     | Góly     |
| -------- | -------- | -------- |
| 2010     | 6        | 0        |
| 2011     | 0        | 0        |
| 2012     | 4        | 2        |
| 2013     | 2        | 0        |
| 2014     | 12       | 6        |
| 2015     | 14       | 2        |
| 2016     | 1        | 0        |
| 2017     | 4        | 1        |
| 2018     | 17       | 6        |
| 2019     | 9        | 3        |
| Celkem   | 69       | 20       |

## Úspěchy

### Reprezentační
- Mistrovství světa:  2015
- Mistrovství Asie:  2014, 2018;  2010